# Выставка (Лихославльский район)
Выставка — деревня в Лихославльском районе Тверской области.

## География
Находится в центральной части Тверской области на расстоянии приблизительно 26 км на север по прямой от районного центра города Лихославль.

## История
Деревня была отмечена ещё на карте Менде, состояние местности на которой соответствует 1848 году. В 1859 году здесь (деревня Новоторжского уезда) было учтено 16 дворов. До 2021 года деревня входила в Станское сельское поселение Лихославльского района до его упразднения.

## Население
Численность населения: 125 человек (1859 год), 20 (русские 95 %) в 2002 году, 14 в 2010.